# قزلقان (غرمخان)
قزلقان (بالفارسية: قزلقان) هي قرية تقع في إيران في قسم غرمخان الريفي. يقدر عدد سكانها بـ 231 نسمة بحسب إحصاء 2016.